# 阿塔納西奧·恩東戈·米約內
阿塔納西奧·恩東戈·米約內（西班牙語：Atanasio Ndongo Miyone，1928年—1969年3月26日）是赤道幾內亞音樂家、作家和政治人物，也是赤道幾內亞國歌《讓我們踏上我們的偉大幸福之路》的作詞人。1969年，在一場試圖推翻赤道幾內亞首任總統弗朗西斯科·马西亚斯·恩圭马的失敗政變之後，恩東戈被處決。

## 政治生涯
在赤道幾內亞尚未從西班牙獨立的1959年，恩東戈在加蓬組建了一個名為“赤道幾內亞民族解放運動”的政黨，並任領導人。該黨是當時赤道幾內亞的主要政黨之一，但由於是一個爭取赤道幾內亞獨立的非洲民族主義政黨，該黨遭到佛朗哥西班牙的鎮壓，因此恩東戈只能在國外領導該黨。1968年赤道幾內亞從西班牙獨立後，恩東戈在该国第一次總統選舉中敗給了馬西埃，雖然恩東戈最後得以就任該國外交部長，但他仍然對此次選舉結果感到不滿，在访问西班牙期间，他与西班牙首相佛朗哥秘密会晤，并请求后者支持他发动政变，回国后，恩東戈与支持者占领了总统府，但西班牙并未给予支持，因此政变失败。1969年3月，馬西埃指控恩東戈參與針對他的政變，並以此為由於同年3月26日處決了恩東戈。

## 赤道幾內亞國歌
恩東戈於1968年為赤道幾內亞國歌《讓我們踏上我們的偉大幸福之路》創作了歌詞，而時任馬德里陸軍總部音樂副主任的西班牙中尉拉米羅·桑切斯·洛佩斯（西班牙語：Ramiro Sanchez Lopes）則為這首歌譜曲。恩東戈的國歌於1968年10月12日赤道幾內亞獨立日首次演奏，受到了同胞的熱烈歡迎。
這篇創作於赤道幾內亞獨立之際的國歌歌詞具有鮮明的時代背景，其主題亦與去殖民化緊密相關。